# Grenzlandmuseum Bad Sachsa

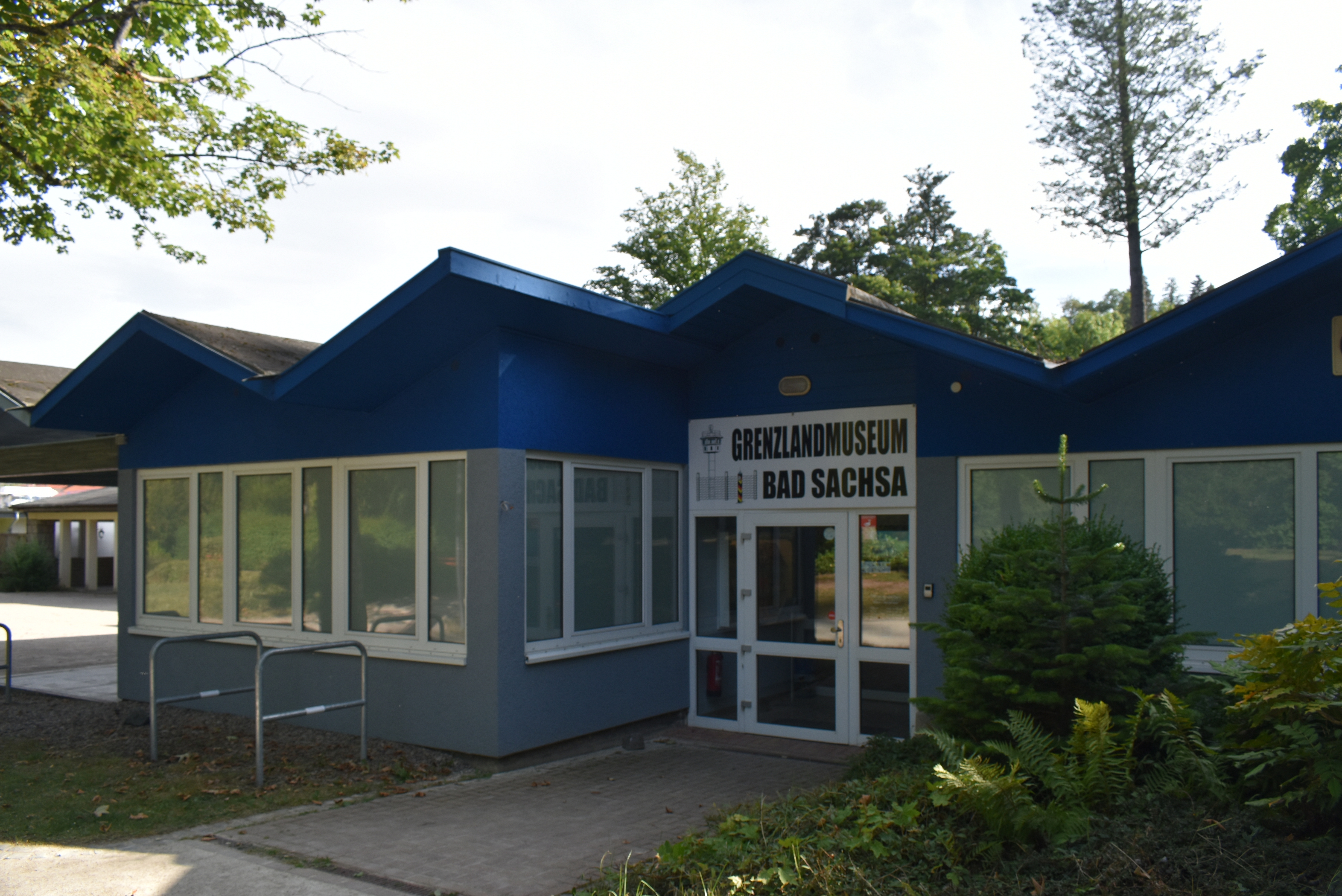
Eingang Grenzlandmuseum

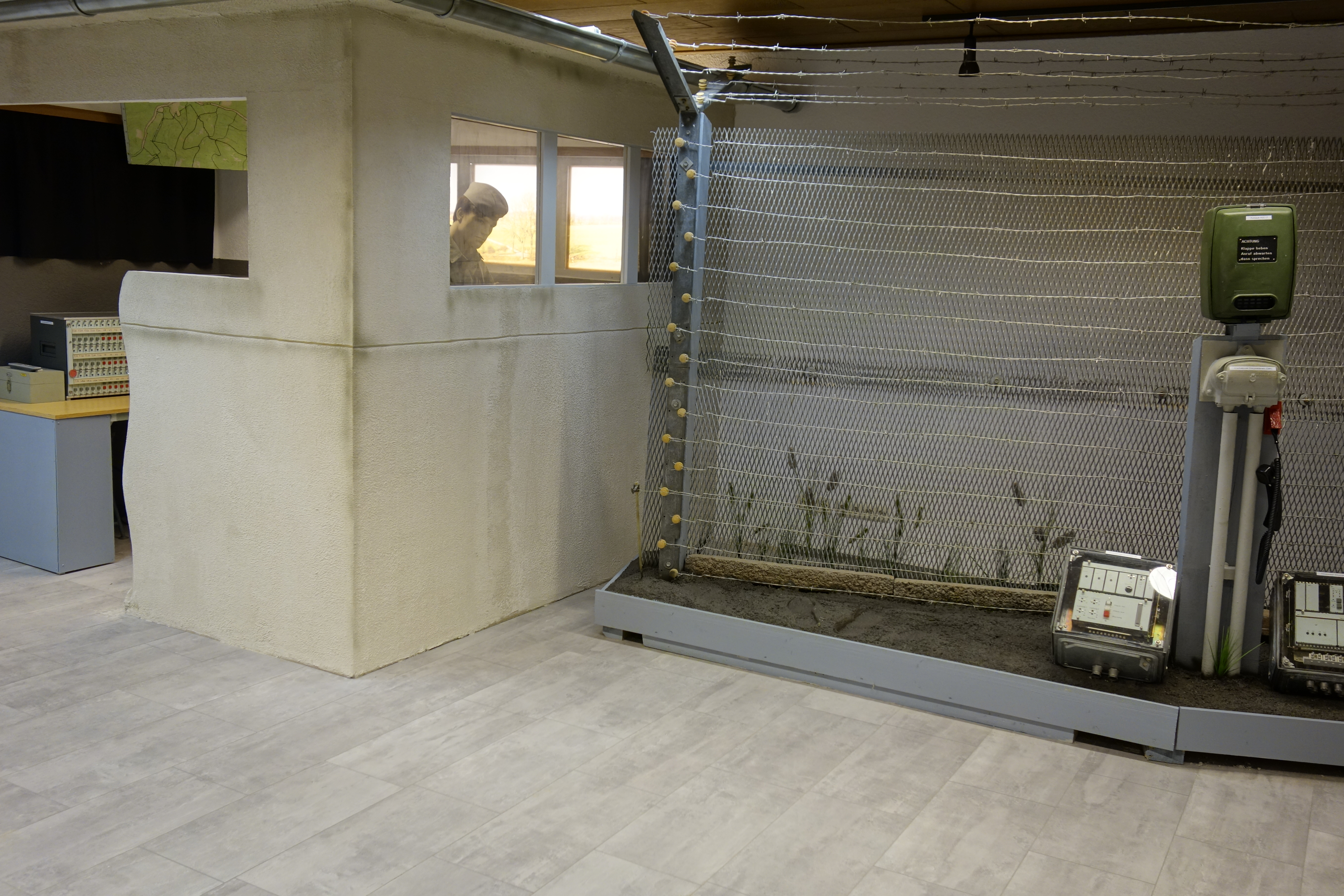
Die Grenzsignalzaunanlage im neuen Museumsstandort Bad Sachsa

Das Grenzlandmuseum Bad Sachsa ist ein Grenzmuseum in Bad Sachsa in Niedersachsen. Es erinnert an die frühere innerdeutsche Grenze im Südharz mit der Teilung Deutschlands in die Deutsche Demokratische Republik und die Bundesrepublik Deutschland.
Das Museum wird vom Förderverein Grenzlandmuseum Bad Sachsa e.V. ehrenamtlich betrieben.

## Lage
Das Museum befindet sich im ehemaligen Haus des Gastes im Vitalpark in Bad Sachsa und liegt nur wenige Kilometer von der Landesgrenze zwischen Niedersachsen und Thüringen (ehemals innerdeutsche Grenze) entfernt.
Das Grenzlandmuseum Bad Sachsa zählt mit 344 Quadratmetern Ausstellungsfläche zu den kleineren Grenzlandmuseen. Das Museum verfügt über keine Außenflächen.

## Museumsgeschichte

### Eröffnung in Tettenborn

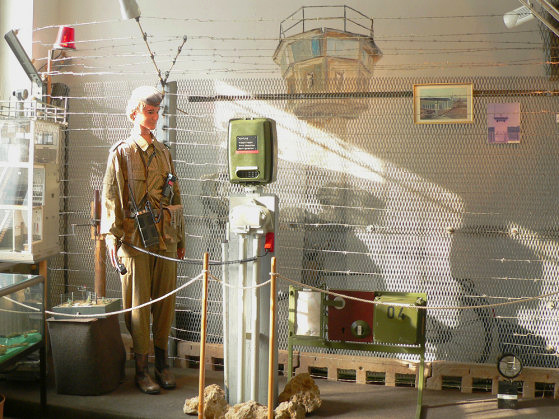
Ein Teil der Ausstellung im alten Standort Tettenborn

Das Museum wurde am 12. November 1992, genau drei Jahre nach der provisorischen Öffnung der innerdeutschen Grenze zwischen dem thüringischen Mackenrode und dem niedersächsischen Nüxei, im Bad Sachsaer Ortsteil Tettenborn eröffnet. Vorausgegangen war die Gründung des Fördervereins Grenzlandmuseum Bad Sachsa e.V., der seither Träger und Betreiber des Museums ist. Mit der Bereitstellung von Räumen im Dorfgemeinschaftshaus konnte durch die von Gründungsmitgliedern des Vereins gesammelten zahlreichen Exponate eine erste Sammlung für die Öffentlichkeit zugänglich gemacht werden.
Der Schwerpunkt lag hierbei in der Darstellung von Ausrüstungsgegenständen, Uniformen und Auszeichnungen der ehemaligen Grenztruppen der DDR und anderer staatlicher, bewaffneter Organe. Im Verlauf von 24 Jahren entstand so eine fast vollständige Sammlung von Orden- und Ehrenzeichen der staatlichen und gesellschaftlichen Institutionen der ehemaligen DDR. Daneben lag ein weiterer Schwerpunkt der Ausstellung in der Darstellung und Bewahrung von Elementen und Relikten unterschiedlichster Grenzsperranlagen, unter anderem auch die funktionstüchtige Installation eines Grenzsignal- und Sperrzaunes (GSSZ-II) als Teil einer Grenzsignalzaunanlage 80 (GSZA-80).

### Umzug nach Bad Sachsa

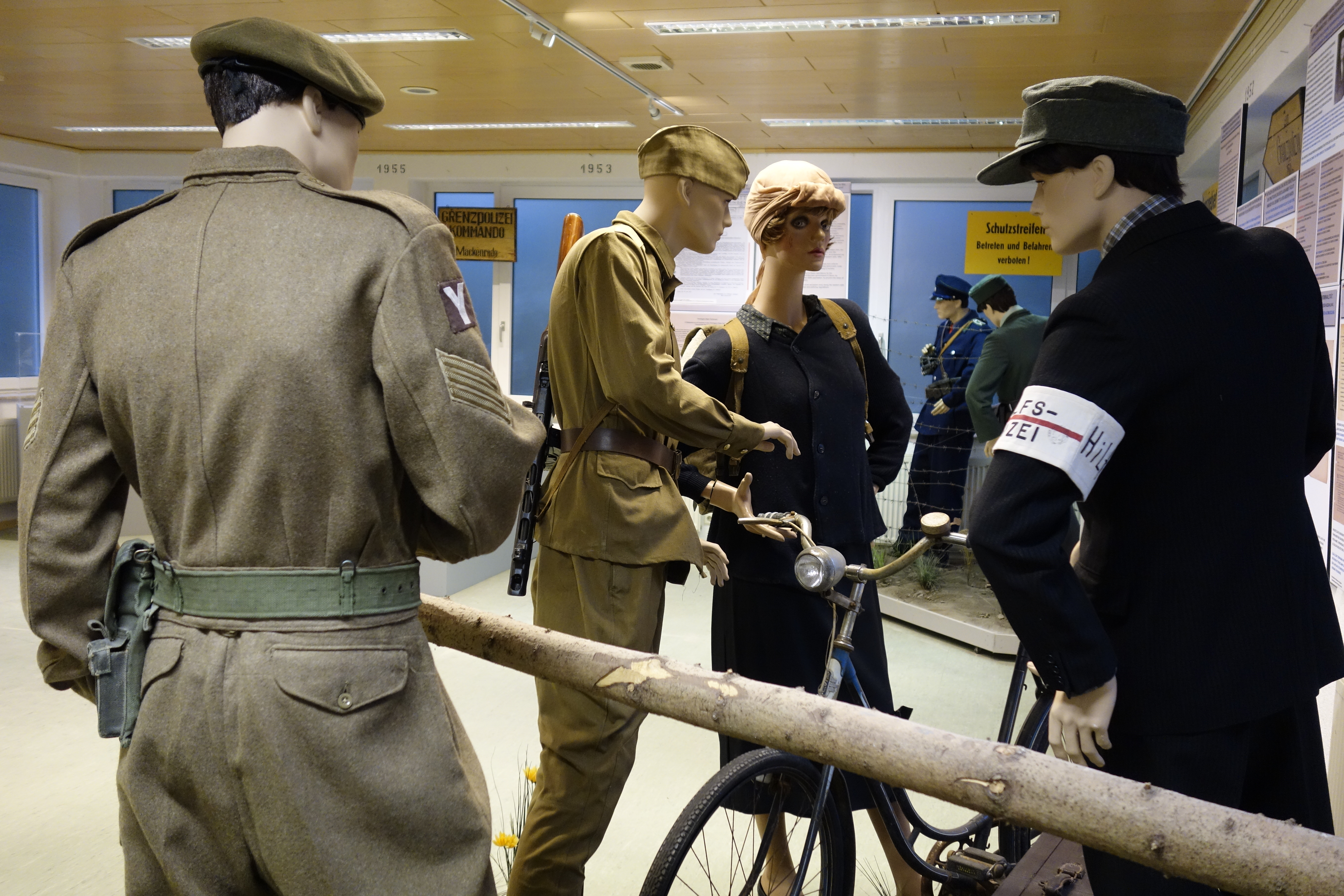
Szenische Darstellung der Kontrolle an einem Kontrollpassierpunkt an der Demarkationslinie

Bedingt durch behördliche Auflagen einerseits und kommunale Aufgaben der Stadt Bad Sachsa andererseits, zeichnete sich im Jahr 2015 eine Einstellung des Museumsbetriebes im Standort Tettenborn ab, die im Oktober 2016 erfolgte. Die Stadt Bad Sachsa bot zum Weiterbetrieb des Museums Räumlichkeiten im Haus des Gastes an, die der Förderverein annahm.
Am 16. Dezember 2016 fand nach Baumaßnahmen die Neueröffnung des Grenzlandmuseums im neuen Standort Bad Sachsa statt.

### Heutiger Standort
Am Tag der Deutschen Einheit 2022 wurde im Untergeschoss des Museums mit einem Filmprojekt der neue Vortrags- und Multifunktionsraum in Betrieb genommen. Anlässlich des 30. Jubiläums der Eröffnung des Grenzlandmuseums gab es am 10. Dezember 2022 einen Tag der offenen Tür.
Am 8. Mai 2023 wurden vor dem Museum originale Teile der Sperranlagen der DDR aufgestellt. Sie waren bis 1990 Teil der 1.396 Kilometer langen innerdeutschen Grenze  die Europa in Ost und West teilte.
Der Grenzzaun aus Betonsäulen und Streckmetallmatten ist drei Meter hoch und sechs Meter lang. Dazu kam auch die DDR-Grenzsäule Nr. 1098, die einst im Südharz bei Tettenborn stand.
Zur Erinnerung an den Volksaufstand vom 17. Juni 1953 eröffnete das Grenzlandmuseum am 17. Juni 2023 einen neuen Ausstellungsraum, in dem die Ursachen, die letztlich auch zum Volksaufstand führten, thematisiert werden.
Das Museum ist ein international viel besuchter Ort zur Geschichte des geteilten Deutschlands (1945–1990) am Iron Curtain Trail (EV13), dem europäischen Radfernweg von der Barentssee bis an das Schwarze Meer, sowie dem Wanderweg Grünes Band Deutschland und dem Harzer Grenzweg.
Das Grenzlandmuseum Bad Sachsa ist Mitglied im Museumsverband Niedersachsen und Bremen e.V.

## Konzeption

### Ausstellungen

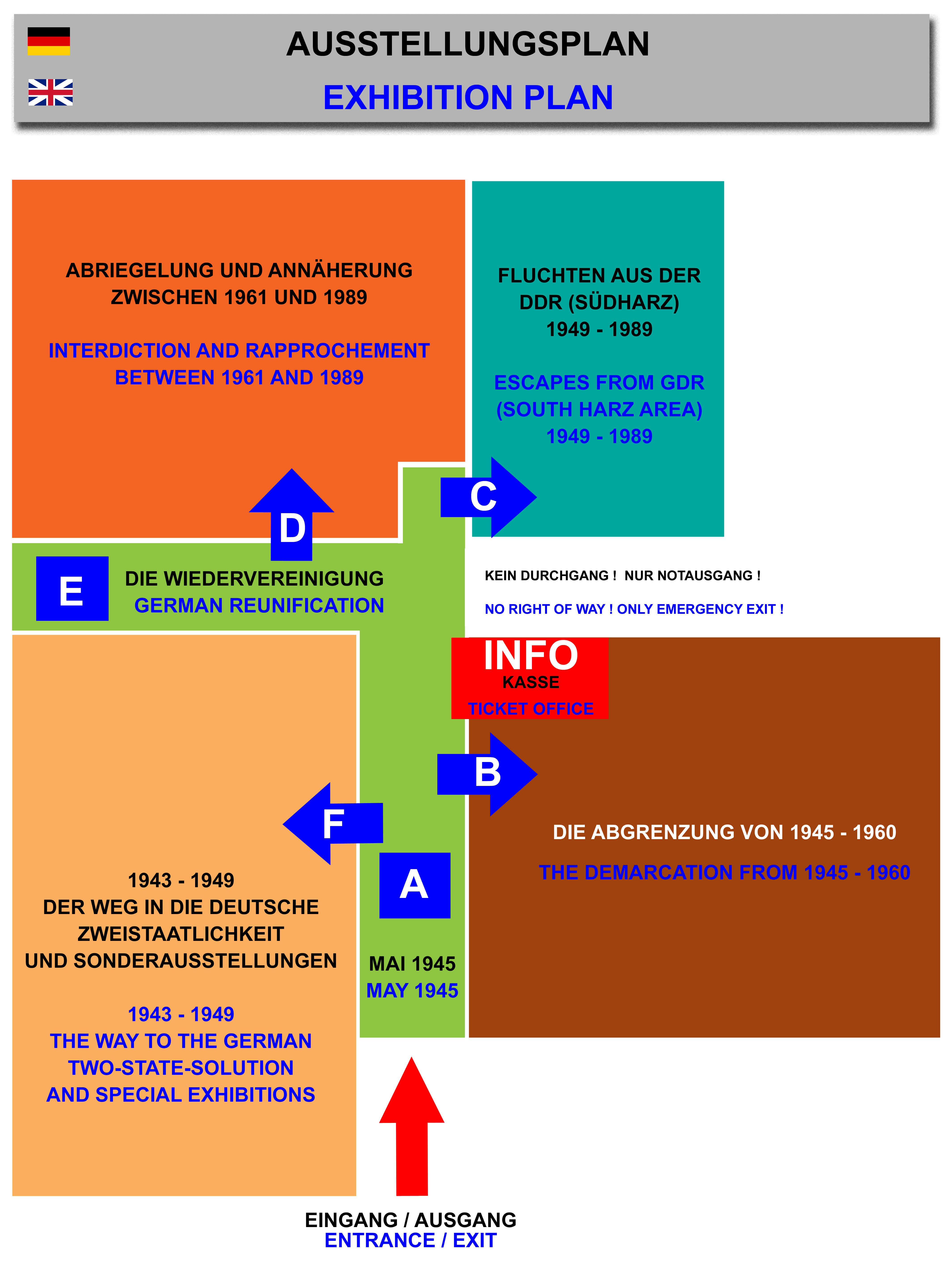

Das Museum thematisiert die deutsche Teilung von 1945 bis 1990 im Rahmen einer Dauerausstellung und durch wechselnde Sonderausstellungen. Die Dauerausstellung ist in fünf Abteilungen gegliedert, in denen die geschichtlichen Ereignisse nach Zeitabschnitten und mit der Fokussierung auf die Region des Südharz behandelt werden.
- 1945: Kriegsende im Südharz und deutsche Teilung
- 1945–1960: Nachkriegszeit mit dem Gebietstausch 1945 im Harz und Grenzgängerei
- 1949–1989: Fluchten aus der DDR (Südharz)
- 1961–1989: Sicherung der Grenze
- 1989–1990: Grenzöffnung, Grenzabriss und Wiedervereinigung

Die Dauerausstellung beinhaltet originale Exponate und Reproduktionen von Dokumenten. Sie zeigt detailliert die Entwicklung des pioniertechnischen Ausbaus der innerdeutschen Grenze durch die Deutsche Grenzpolizei und die Grenztruppen der DDR.
Die gesamte Ausstellung ist dreisprachig (Deutsch / Englisch / Niederländisch).
In wechselnden Sonderausstellungen werden weitere Themen im Zusammenhang mit der deutschen Teilung aufgegriffen, darunter die Lebensbedingungen im ehemaligen Grenzgebiet und das Grenzregime der DDR.

### Veranstaltungen und Kooperationen
Mit Veranstaltungs- und Vortragsreihen vertieft das Grenzlandmuseum die Erinnerung an die deutsche Teilung im Südharz. Zeitzeugengespräche, Vorträge und spezielle Arrangements werden angeboten und sind Teil der vom Museum praktizierten Erinnerungskultur.
Das Museum betreibt Kooperationen mit Archiven, Behörden, Bildungseinrichtungen und der regionalen Wirtschaft.
Am 8. Dezember 2022 schloss das Grenzlandmuseum Bad Sachsa einen Kooperationsvertrag mit der Oberschule Bad Sachsa und dem Internatsgymnasium Pädagogium Bad Sachsa. Ziel ist die gemeinsame Erarbeitung von Inhalten, von denen beide Seiten profitieren können. Dazu wird es an den Schulen unter anderen ein extra konzipiertes Seminarfach geben, welches am Ende in einer Facharbeit der Schüler mündet.

### Forschung und Aufarbeitung
Von 2020 bis 2023 wurde in einem Citizen-Science-Projekt des Grenzlandmuseums die Geschichte zum Gebietstausch im Juli 1945 im Harz erforscht, die bisherigen Forschungsergebnisse aus dem National Archive in London werden in der Dauerausstellung gezeigt und publiziert.